# 高濱市
高濱市（日语：／ Takahama shi */?）是位於愛知縣中部西三河地方的行政區劃，轄區位於岡崎平原西側，西臨衣浦灣，沿海區域屬於衣浦港的工業區。
與位於西三河地區的大多數城市相同，汽車產業是高濱市的主要產業，在市內設有生產據點相關產業包括：豐田自動織機、豐田物料搬運、安努梯工具、揖斐電、捷太格特、立邦塗料、豐田車體。
此外，本地也是被稱為「日本三大瓦」之一的三州瓦主要產地。

## 人口
| 高濱市人口分布圖 |                                               |  |
| 高濱市與日本全國年齡別人口分布比較圖 （2005年資料） | 高濱市的年齡、男女別人口分布圖 （2005年資料） |  |
| ■紫色是高濱市 ■綠色是全国 | ■藍色是男性 ■紅色是女性                       |  |
| 高濱市人口變化 \| 1970年 \| 31,102人 \| \| \| 1975年 \| 32,191人 \| \| \| 1980年 \| 31,548人 \| \| \| 1985年 \| 31,270人 \| \| \| 1990年 \| 33,478人 \| \| \| 1995年 \| 36,029人 \| \| \| 2000年 \| 38,127人 \| \| \| 2005年 \| 41,351人 \| \| \| 2010年 \| 44,027人 \| \| \| 2015年 \| 46,236人 \| \| \| 2020年 \| 46,106人 \| \| |                                               |  |
| 資料來源：日本總務省統計中心提供之人口普查數據 |                                               |  |
| 1970年 | 31,102人                                      |  |
| 1975年 | 32,191人                                      |  |
| 1980年 | 31,548人                                      |  |
| 1985年 | 31,270人                                      |  |
| 1990年 | 33,478人                                      |  |
| 1995年 | 36,029人                                      |  |
| 2000年 | 38,127人                                      |  |
| 2005年 | 41,351人                                      |  |
| 2010年 | 44,027人                                      |  |
| 2015年 | 46,236人                                      |  |
| 2020年 | 46,106人                                      |  |

## 歷史
過去在令制國時代屬於三河國碧海郡，在17世紀江戶時代後，現在轄區的大部分區域成為刈谷藩的領地，東部有小部分區域為幕府直屬旗本的領地。
19世紀末明治維新後，原屬旗本的領地先被劃屬三河裁判所，後又改設為三河縣，但之後又隨著三河縣的廢除被拆分給重原藩；在實施廢藩置縣後，原屬各藩的區域則分別改隸屬刈谷縣，1871年的第一次府縣整併後，隨著全部原屬三河國的區域一同整併至新設立的額田縣，但在1972年又隨著額田縣被併入愛知縣。
在1889年日本實施町村制時，現在的高濱市在當時分屬吉濱村、高濱村、高取村三個行政區劃，其中的高濱村在1900年升格改制為高濱町，1906年愛知縣進行町村整併後，這三個行政區劃被整併為新設置的高濱町，後於1970年升格為高濱市。

### 變遷表
| 1889年10月1日 | 1889年 - 1944年           | 1889年 - 1944年           | 1945年 - 1954年           | 1955年 - 1989年           | 1989年 - 現在              | 現在                       |
| ------------- | ------------------------- | ------------------------- | ------------------------- | ------------------------- | -------------------------- | -------------------------- |
| 吉濱村        | 吉濱村                    | 1906年5月1日 合併為高濱町 | 1906年5月1日 合併為高濱町 | 1906年5月1日 合併為高濱町 | 1970年12月1日 改制為高濱市 | 1970年12月1日 改制為高濱市 |
| 高濱村        | 1900年7月9日 改制為高濱町 | 1906年5月1日 合併為高濱町 | 1906年5月1日 合併為高濱町 | 1906年5月1日 合併為高濱町 | 1970年12月1日 改制為高濱市 | 1970年12月1日 改制為高濱市 |
| 高取村        |                           | 1906年5月1日 合併為高濱町 | 1906年5月1日 合併為高濱町 | 1906年5月1日 合併為高濱町 | 1970年12月1日 改制為高濱市 | 1970年12月1日 改制為高濱市 |

## 交通

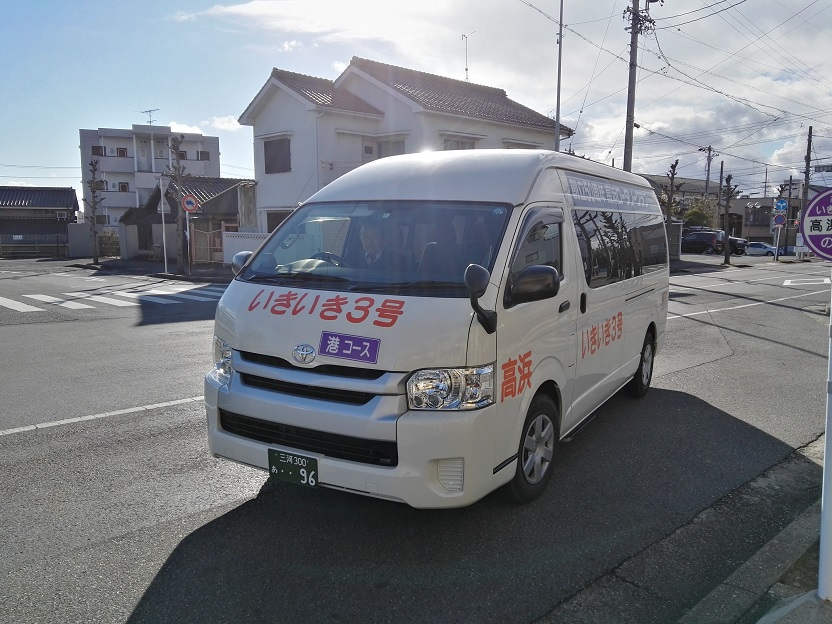
生氣勃勃號的巴士

名古屋鐵道三河線以南北方向貫穿高濱市的主要市區，往北可至刈谷市、知立市，並可在刈谷車站轉乘東海旅客鐵道東海道本線，或在知立車站轉乘名古屋鐵道名古屋本線。
聯外公路則以國道419號及國道247號為主，並可透過衣浦大橋穿越衣浦灣，直接抵達對岸的半田市。
市區內的客運主要由市政府開設的社區巴士「生氣勃勃號」為主，以市政府及高濱豐田醫院為中心，開設四條駛往市內各地的路線，此外也有一條連接至刈谷市的刈谷豐田綜合醫院。

### 鐵路
名古屋鐵道
- 三河線：（往知立方向） - 吉濱車站 - 三河高濱車站 - 高濱港車站 - （往碧南方向）

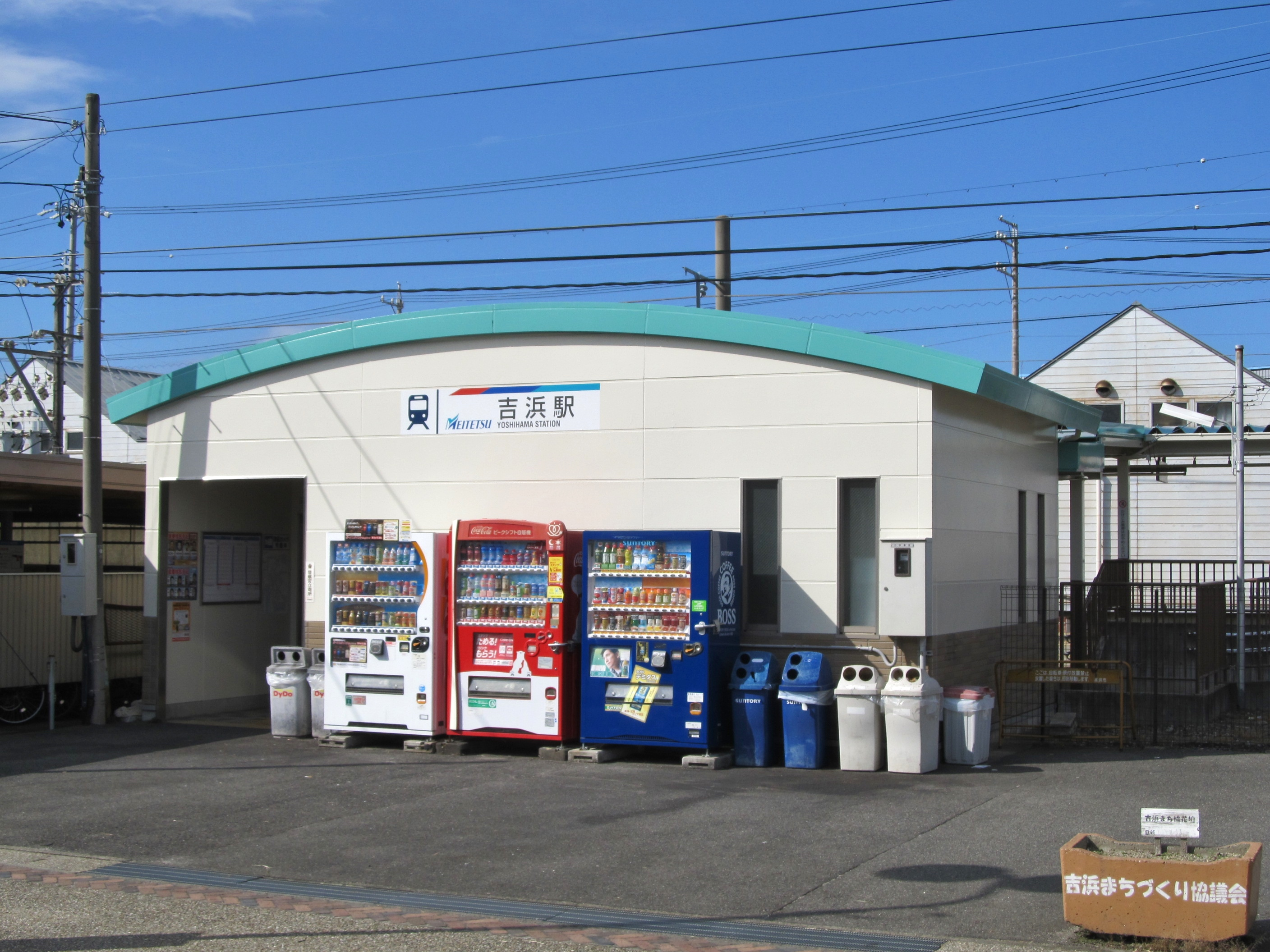
吉濱車站
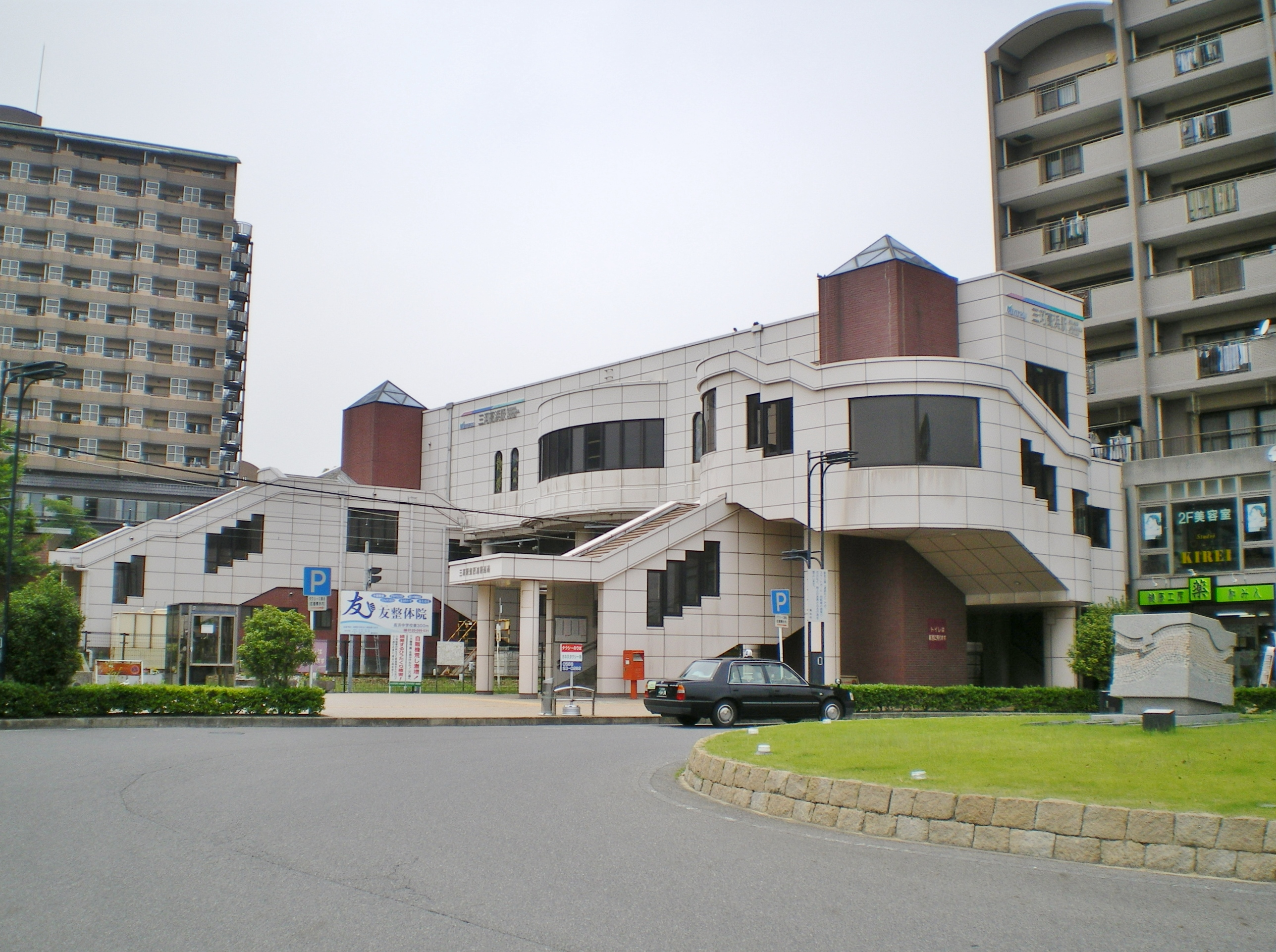
三河高濱車站東口
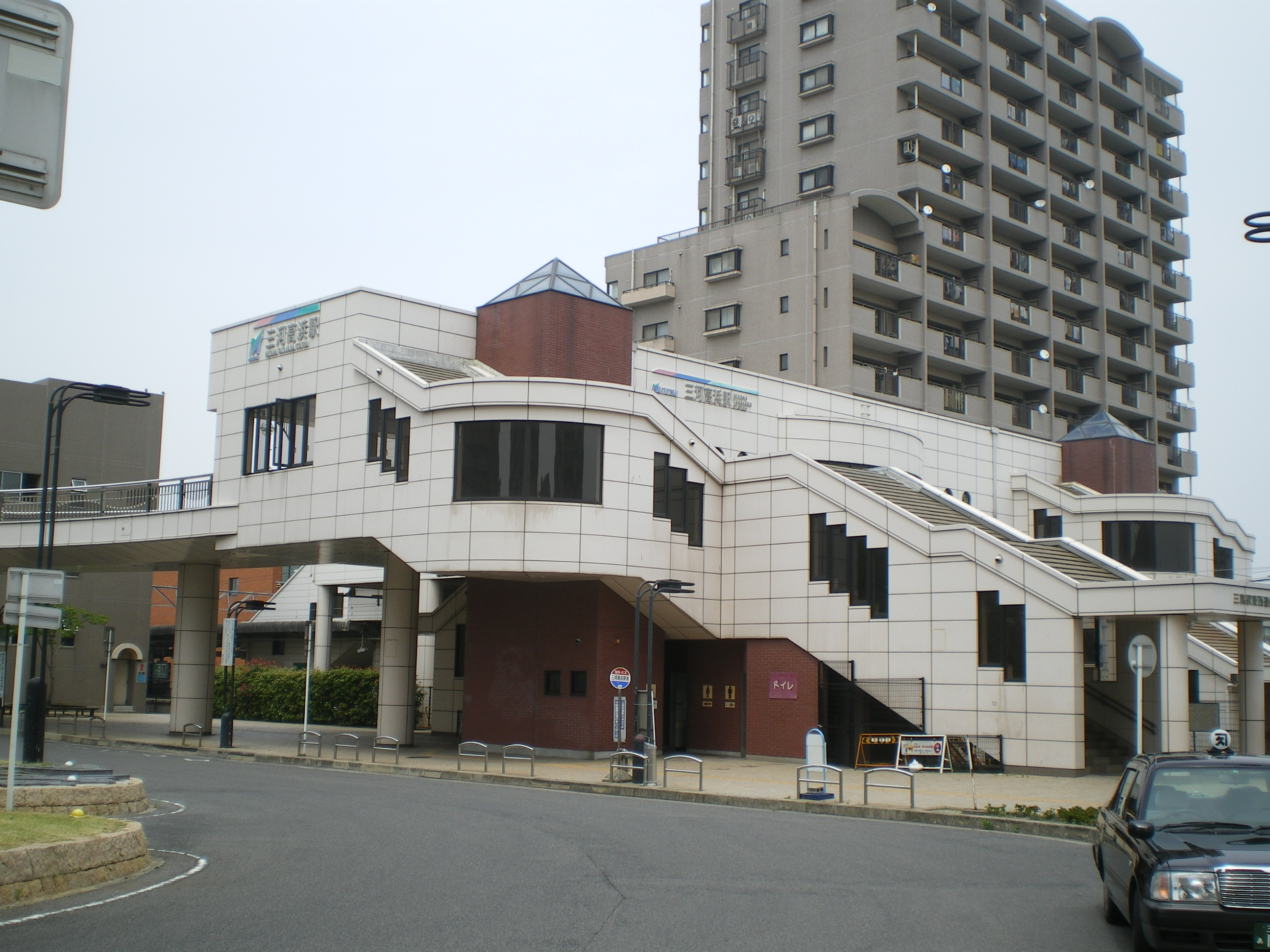
三河高濱車站西口
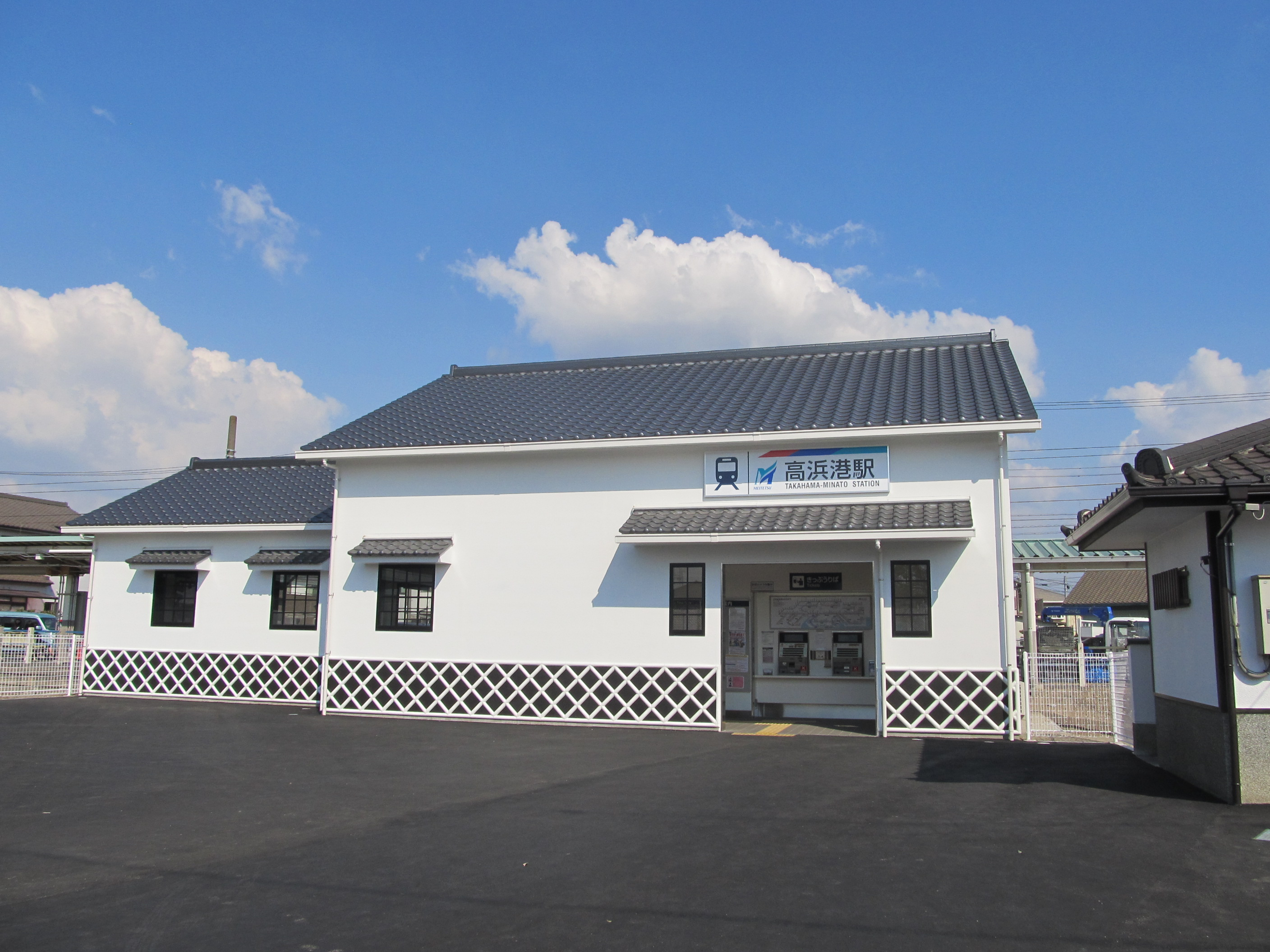
高濱港車站

## 姊妹、友好城市

### 日本
- 瑞浪市（岐阜縣）
兩地於1989年締結為姊妹城市。[6]

## 外部連結
- （日語） 高濱市政府的Facebook專頁
- （日語） 高濱市觀光協會 （页面存档备份，存于）
  - （日語） 高濱市觀光協會的Facebook專頁
  - （日語） 高濱市觀光協會的X（前Twitter）
  - （日語） 高濱市觀光協會的Instagram帳戶